# Microjassa barnardi
Microjassa barnardi är en kräftdjursart som beskrevs av Chris Conlan 1995. Microjassa barnardi ingår i släktet Microjassa och familjen Ischyroceridae. Inga underarter finns listade i Catalogue of Life.